# セクストゥス・クィンクティリウス
セクストゥス・クィンクティリウス（ラテン語: Sextus Quinctilius、生年不詳 - 紀元前453年）は共和政ローマ初期の政治家・軍人。紀元前453年に執政官（コンスル）を務めた。

## 出自
パトリキ (貴族)のクィンクティリウス氏族の出身で、父はセクストゥス、祖父はプブリウスであるという。354年の年表では前453年の執政官をウァロとトリゲミノとしており、クィンクティリウス氏族は紀元前403年の執政武官以降ウァルス家から幾人も政務官を出しているため、彼のコグノーメンもウァルスであった可能性はある。

## 経歴
紀元前453年に執政官に就任したが、この年は前年パトリキとプレブス (平民)の間で話し合いが行われ、アテナイに新法研究のための使節団が派遣されており、護民官も鳴りを潜めていた。しかしローマで飢饉と疫病が発生し、アウグル (鳥卜官)等の神官や四人の護民官と共にクィンクティリウスも死亡した。
ディオニュシオスによると、あまりにも死者が多く、埋葬も火葬も間に合わず、下水道や川に遺体を投げ込んだために水道が汚染され、更に疫病が広がったという。ローマでは伝統に則らない新しい礼拝方法が行われたが効果はなく、クィンクティリウスの補充執政官に選出されたフリウス・メドゥッリヌスもまた病死したとしている。しかしながら、カピトリヌスのファスティに彼の名は見当たらない。
アエクイ族はウォルスキ族やサビニ人に合力を求めローマを攻めようとしたものの、それらの国にも疫病が蔓延したため、この年戦争は起こらなかったという。